# Challcuchima
Challcuchima, Chalcuchima, Chalcuchimac, Chalicuchima (kecz. Challkuchimaq; zm. 13 listopada 1533 w Jaquijahuana) – inkaski dowódca wojskowy, przez wiele lat wódz króla Huayny Capaca. Dowodził w wielu jego wyprawach i zdążył zdobyć jego zaufanie. Uczestniczył również w podboju Quito. Po śmierci Huayny Capaca, będąc już w podeszłym wieku, brał udział w wojnie domowej po stronie Atahualpy. Słynął z niezwykłego okrucieństwa; podobno kazał sobie zrobić czarę na chichę z czaszki jednego z pokonanych wodzów Huascara. W dużej mierze dzięki niemu Atahualpa wygrał wojnę. To on porwał Huascara, a następnie wyrzucił go z lektyki, do której wsiadł sam. Pod osłoną parasola dotarł w ten sposób do reszty wojsk Huascara. Na miejscu kazał wziąć do niewoli osłupiałą armię tego ostatniego. Podczas podboju hiszpańskiego z jego rozkazu odbyła się masakra zdrajców, którzy przyłączyli się do armii hiszpańskiej. Został uwięziony i spalony przez Hiszpanów za rzekome planowanie buntu. Innymi znanymi wodzami Atahualpy byli Quisquis i Rumi Navi.